# Ореханово (Гадячский район)

Ореханово (укр. Оріханове) — село,
Беленченковский сельский совет,
Гадячский район,
Полтавская область,
Украина.
Код КОАТУУ — 5320480404. Население по переписи 2001 года составляло 6 человек.

## Географическое положение
Село Ореханово находится на расстоянии до 0,5 км от сёл Писаревщина, Островерховка и Рудиков.
По селу протекает пересыхающий ручей с запрудой.

## История
- 1890 — дата основания.